# Blérancourt

Blérancourt este o comună în departamentul Ain, Franța. În 1 ianuarie 2022 avea o populație de 1.212 de locuitori.